# Dewet Buri
Dewet Buri (Fraubrunnen, 9 februari 1901 - Iffwil, 14 maart 1995) was een Zwitserse politicus.
Dewet Buri volgde onderwijs in Fraubrunnen en bezocht hierna de landbouwschool in Rütti (Zollikofen) en Porrentruy. Vervolgens was hij landbouwer te Etzelkofen. 
Dewet Buri was ook politiek actief voor de Boeren-, Burgers- en Middenstandspartij (BGB, vanaf 1971 Zwitserse Volkspartij geheten). Hij was van 1934 tot 1949 lid van de Grote Raad van Bern, het kantonsparlement. Van 1949 tot 1969 was hij lid van de Regeringsraad van het kanton Bern. Hij beheerde achtereenvolgens de departementen van Land- en Bosbouw en Militaire Zaken. In de eerste functie zette hij zich in voor de verbetering van het landbouwonderwijs in het kanton Bern.
Dewet Buri was van 1 juni 1952 tot 31 mei 1953 en van 1 juni 1965 tot 31 mei 1966 voorzitter van de Regeringsraad (dat wil zeggen regeringsleider) van het kanton Bern. 
Hij overleed op 94-jarige leeftijd, op 14 maart 1995 in Iffwil.